# 名作背後
《名作背後》（英語：The Private Life of a Masterpiece，國內譯《曠世傑作的秘密》）是2001年起在英國BBC台播放的一個紀錄電視節目，介紹美術史不同時段中的名作，除了第一季的文藝復興時代外，每年代只抽出三件作品作介紹。此節目由位於加的夫的Fulmar Television & Film為BBC2製作，到此為止總共有八季，每季有三集，另外有三集特輯。

## 每集列表

### DVD
2001年至2006年的集數被重組為7隻DVD：
第一隻DVD名為〈文藝復興〉（"Renaissance Masterpieces"），介紹文藝復興時代的四幅畫：
- 波提切利的《春》
- 保羅·烏切洛的《聖羅馬諾之戰》
- 達芬奇的《最後的晚餐》
- 皮耶羅·德拉·弗朗切斯卡的《基督的復活》（The Resurrection）

第二隻DVD名為〈巴洛克時期〉（"Seventeenth Century Masters"），介紹17世紀（即巴洛克時期）的三幅畫：
- 伦勃朗的《夜巡》
- 扬·弗美爾的《繪畫藝術》（The Art of Painting）
- 委拉斯開茲的《鏡前的維納斯》

第三隻DVD名為〈浪漫主義〉（"Masterpieces 1800-1850"），介紹19世紀前半葉（即浪漫主義年代）的三幅畫：
- 弗朗西斯科·哥雅的《1808年5月3日的枪杀》
- 歐仁·德拉克羅瓦的《自由引導人民》
- 葛飾北齋的《神奈川沖浪裏》

第四隻DVD名為〈表現主義〉（"Masterpieces 1851-1900"），介紹19世紀後半葉（即表現主義年代）的三幅畫：
- 愛德華·馬奈的《草地上的午餐》
- 詹姆斯·惠斯勒的《惠斯勒的母親》（Whistler's Mother）
- 愛德華·蒙克的《吶喊》

第五隻DVD名為〈印象派與後印象派〉（"Impressionism and the Post-impressionists"），介紹三幅屬印象派及後印象派的畫：
- 奧古斯特·雷諾瓦的《煎餅磨坊的舞會》
- 凡高的《向日葵》
- 喬治·秀拉的《大碗島的星期天下午》

第六隻DVD名為〈超現實主義〉（"Masterpieces of the Twentieth century"），介紹20世紀三幅屬超現實主義的畫：
- 巴勃羅·畢卡索的《亞維農的少女》
- 古斯塔夫·克林姆的《吻》
- 薩爾瓦多·達利的《十字若望的基督》

第七隻DVD名為〈雕塑藝術〉（Masterpieces of Sculpture），介紹三件名雕塑作品：
- 米開朗基羅的《大衛像》
- 艾德嘉·德加的《十四歲的芭蕾舞者》（La Petite Danseuse de Quatorze Ans）
- 奧古斯特·羅丹的《吻》

### 2006年12月
2006年12月，BBC播放新的一季，名為The Private Life of a Christmas Masterpiece，介紹的三幅畫均以耶誕節為主題：
- 揚·范·艾克的《天使報喜》（Annunciation）
- 老彼得·布呂赫爾的《伯利恆調查》（Census At Bethlehem）
- 保羅·高更的《降生》（Te tamari no atua/God's Child）

### 特輯
- 2009年4月11日，復活節特輯："The Private Life of an Easter Masterpiece"

卡拉瓦喬的《耶穌被捕》（The Taking of Christ）
- 2009年12月25日，耶誕節特輯："The Private Life of a Christmas Masterpiece"

桑德羅·波提切利的《神秘的誕生》（The Mystical Nativity）
- 2010年4月3日，復活節特輯："The Private Life of an Easter Masterpiece"

羅吉爾·范·德·韦登（Rogier van der Weyden）的《基督落架圖》（The Descent from the Cross）

## 外部連結
- 官方网站
- 互联网电影数据库（IMDb）上《名作背後》的资料（英文）